# ساب ۹۰ اسکاندیا
ساب ۹۰ اسکاندیا (به انگلیسی: Saab 90 Scandia) یک هواگرد ساختِ کارخانهٔ گروه ساب در کشور سوئد است که در سال ۱۹۴۶–۱۹۵۴ ساخته شد. نخستین استفاده‌کنندهٔ این هواپیما VASP بوده‌است. این هواگرد برای نخستین بار در ۱۶ نوامبر ۱۹۴۶ میلادی مورد استفاده قرار گرفت.